# Прип'ятський калієносний басейн
Прип'ятський калієносний басейн — калієносний басейн на заболоченій низовині Білоруського Полісся.

## Характеристика
Вісім родовищ, з них три експлуатується. Площа басейна 30 тис. км²; запаси 18.5 млрд т.

## Технологія розробки
Розробляється підземним способом.